# Valivý odpor

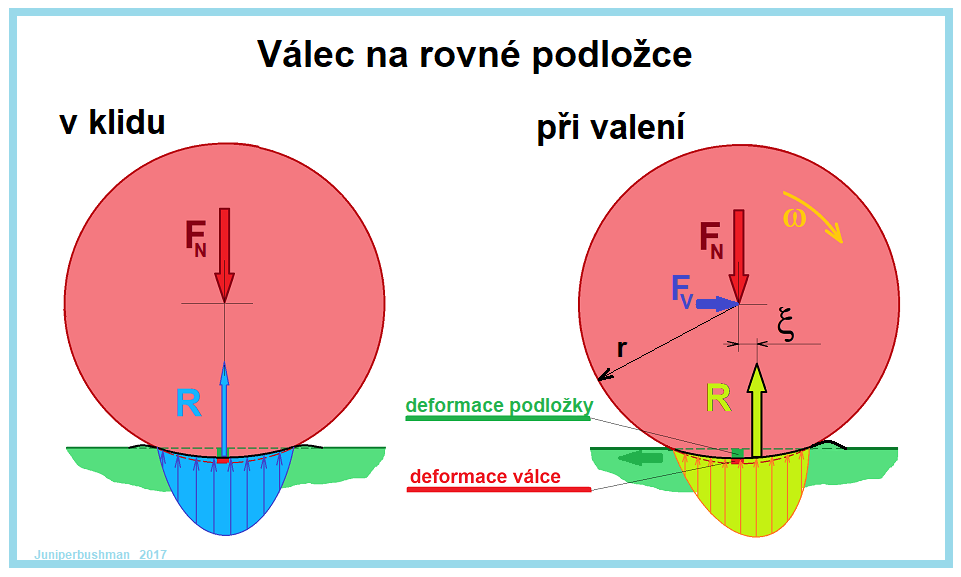
Rozložení reakcí na zatížený válec v klidu a při valení

Valivý odpor (nepřesně valivé tření, neboť se stýkající se povrchy navzájem netřou) je odpor, který působí na těleso kruhového průřezu při jeho valivém pohybu po podložce.

## Značení
- Značka: {\displaystyle O_{f}}
- Jednotka SI: newton, značka {\displaystyle \mathrm {N} }

## Fyzikální princip
V místě kontaktu pružného (plného) válcového tělesa s pružnou rovinnou podložkou dochází vlivem jejich deformace kolmou (normálovou) silou {\displaystyle F_{N}} k vytvoření stykové plošky, na které je průběh kontaktního Hertzova tlaku eliptický. V klidu je tento průběh symetrický a výsledná reakce působí proti zatěžující síle. Pokud na těleso působí vodorovná síla {\displaystyle F_{\mathrm {V} }} (nebo síla vyvolaná točivým momentem {\displaystyle M}), začne se navalovat na přední část kontaktní plošky a zadní část začne odlehčovat. Následkem hystereze je odlehčování pomalejší než stlačování. To se projeví deformací průběhu kontaktního tlaku, jehož výslednice se posune směrem dopředu o takzvané rameno valivého odporu, které se označuje {\displaystyle \xi } (někdy také e, d nebo {\displaystyle \delta }).
Velikost tohoto ramene je dána vlastnostmi materiálu jako jsou:
- vnitřní tření – způsobuje hysterezi, která v podstatě valivý odpor zapříčiňuje
- tuhost – větší modul pružnosti → menší rameno odporu
- struktura povrchu, tj. drsnost a její charakter – menší drsnost ve směru valení → menší rameno odporu

Aby se těleso valilo, musí být na něj působící vodorovná síla větší než valivý odpor ({\displaystyle F_{V}\geq {O_{f}}}). Jelikož platí, že {\displaystyle M=F_{\mathrm {V} }\cdot r=F_{\mathrm {N} }\cdot \xi }, lze odvodit velikost valivého odporu:
{\displaystyle O_{f}=F_{\mathrm {N} }\cdot {\frac {\xi }{r}}}. Normálová síla na nakloněné rovině je rovna {\displaystyle F_{N}=F_{G}\cdot \cos \alpha =m\cdot g\cdot \cos \alpha }, po dosazení je pak:
{\displaystyle O_{f}=m\cdot g\cdot \cos \alpha \cdot {\frac {\xi }{r}}}, kde
- m - hmotnost tělesa,
- g - gravitační zrychlení (=9,81 m/s2)
- α - úhel sklonu
- ξ - rameno valivého odporu
- r - poloměr tělesa

Ekvivalentní veličinou činitele smykového tření je činitel valivého odporu, což je poměr {\displaystyle c_{\mathrm {R} }={\frac {\xi }{r}}}.
Činitel valivého odporu {\displaystyle c_{\mathrm {R} }} představuje poměr dvou délkových rozměrů, a tedy představuje veličinou bezrozměrovou, na rozdíl od ramene valivého odporu {\displaystyle \xi }, který je délkovou mírou a v tabulkách bývá uváděn jeho rozměr v milimetrech nebo v metrech. V Česku je zvykem uvádět v tabulkách rozměr ramene valivého odporu, na rozdíl od jiných zemí, kde je zvykem uvádět spíš činitel valivého odporu {\displaystyle c_{\mathrm {R} }}. Proto musíme dávat velký pozor, když zjišťujeme hodnotu koeficientu pro výpočet valivého odporu, kterou veličinu ta která tabulka uvádí.

### Hodnota koeficientů valivého odporu
Hodnoty obou koeficientů v tabulkách mají velmi veliký rozsah. Hlavním důvodem je fakt, že jejich velikost je závislá, kromě druhu materiálů a vlastnostech povrchů, také na poloměru valeného tělesa a na rychlosti. Hodnoty také ovlivňuje přítomnost maziva nebo vody na styčné ploše a také teplota. Pro některá konkrétní řešení je třeba zjistit přesnější hodnotu koeficientu. Tak například pro výpočet ramene odporu ocelových kol na kolejnici stanovil prof. Gustav Niemann empirický vzorec {\displaystyle \xi =0{,}013\cdot {\sqrt {D}}}, kde průměr kola {\displaystyle D} i rameno {\displaystyle \xi } jsou v milimetrech.
Zjišťování hodnot odporu konkrétních druhů pneumatik se musí provádět laboratorně dle standardních metod vzhledem k tomu, že jejich valivý odpor závisí na jejich konstrukci, zatížení, použité směsi, druhu a stavu dezénu, nahuštění, teplotě, atd. Proto je jednou z metod stanovení odporu pneumatiky vyhodnocení podle spotřebované energie za jízdy za stanovených podmínek.
| Materiály                                  | rameno valivého odporu {\displaystyle \xi } [mm] | rameno valivého odporu {\displaystyle \xi } [mm] | činitel valivého odporu {\displaystyle c_{\mathrm {R} }} | činitel valivého odporu {\displaystyle c_{\mathrm {R} }} | činitel valivého odporu {\displaystyle c_{\mathrm {R} }} |
| Materiály                                  | Strojnické tabulky                               | Tabulky pro stř. školy                           | Dynamika vozidel                                         | (Schmidt,Schlender:)                                     | další zdroje (výběr)                                     |
| ------------------------------------------ | ------------------------------------------------ | ------------------------------------------------ | -------------------------------------------------------- | -------------------------------------------------------- | -------------------------------------------------------- |
| nekalená ocel – nekalená ocel              | 0,05 ÷ 0,06                                      | 0,05 ÷ 0,06                                      | —                                                        | —                                                        | —                                                        |
| kalená ocel – kalená ocel (valivá ložiska) | 0,001 ÷ 0,005                                    | 0,001 ÷ 0,005                                    | —                                                        | 0,0005 ÷ 0,0010                                          | 0,0010 ÷ 0,0015                                          |
| ocelové kolo – ocelová kolejnice           | 0,4 ÷ 0,5                                        | 0,4 ÷ 0,5                                        | —                                                        | 0,0010 ÷ 0,0020                                          | 0,0010 ÷ 0,0024                                          |
| tramvajové kolo – kolejnice (za provozu)   | —                                                | —                                                | —                                                        | —                                                        | 0,005                                                    |
| litinové kolo – ocelová kolejnice          | —                                                | —                                                | —                                                        | —                                                        | 0,0019 ÷ 0,0065                                          |
| litina – litina                            | 0,005 ÷ 0,006                                    | —                                                | —                                                        | —                                                        | —                                                        |
| pneu – beton                               | 1,5 ÷ 2,5                                        | —                                                | 0,015 ÷ 0,025                                            | 0,010 ÷ 0,020                                            | 0,010 ÷ 0,015                                            |
| pneu – dlažba                              | —                                                | —                                                | 0,020 ÷ 0,030                                            | 0,015 ÷ 0,030                                            | —                                                        |
| pneu – polní cesta (suchá)                 | —                                                | —                                                | 0,040 ÷ 0,050                                            | 0,050                                                    | —                                                        |
| pneu – štěrk                               | —                                                | —                                                | 0,030 ÷ 0,040                                            | 0,020                                                    | —                                                        |
| pneu – hluboký písek                       | —                                                | —                                                | 0,15 ÷ 0,30                                              | 0,20 ÷ 0,40                                              | 0,30                                                     |
| pneu – asfalt                              | 2,5 ÷ 4,5                                        | 2,5 ÷ 4,5                                        | 0,010 ÷ 0,020                                            | —                                                        | —                                                        |
| pneu – asfalt (nákladní)                   | —                                                | —                                                | —                                                        | 0,006 ÷ 0,010                                            | —                                                        |
| pneu – asfalt (pro návěsy)                 | —                                                | —                                                | —                                                        | —                                                        | 0,0045 ÷ 0,008                                           |
| pneu – asfalt (osobní)                     | —                                                | —                                                | —                                                        | 0,011 ÷ 0,015                                            | —                                                        |
| pneu – asfalt (motocyklové)                | —                                                | —                                                | —                                                        | 0,015 ÷ 0,020                                            | —                                                        |
| galusky (8,3 bar) na válcích               | —                                                | —                                                | —                                                        | —                                                        | 0,0022 ÷ 0,0050                                          |
| tvrdá pryž – ocel                          | —                                                | 7,7                                              | —                                                        | —                                                        | —                                                        |
| tvrdá pryž – beton                         | —                                                | 10 ÷ 20                                          | —                                                        | —                                                        | —                                                        |